# Quixadá Acústico
Quixadá Acústico é o quinto álbum solo do renomado contrabaixista brasileiro Adriano Giffoni. Lançado em 2007 com um selo independente, o álbum recebeu uma indicação ao Prêmio Tim de Música de 2008.

## Faixas
01 - Salgueiro - 3:27

02 - Quixadá - 3:35

03 - Don Chacal - 4:31

04 - Natureza - 5:44

05 - Itamaracá - 3:33

06 - Arpoador - 3:36

07 - Adelson no Xote - 3:33

08 - Princesa - 3:25

09 - Saquarema - 3:15

10 - Tema dos Amigos